# 응도 (연호)
응도(應道, 809년)는 남조(南詔) 효혜왕(孝惠王) 심합권(尋閤勸)의 연호이다.

## 연대 대조표
| 응도       | 원년       |
| 서기(西紀) | 809년      |
| 간지(干支) | 기축(己丑) |

## 동시대 연호
| 이전 연호 상원(上元) | 중국의 연호 남조(南詔) | 다음 연호 용흥(龍興) |